# Force & Honneur
Albums de Lacrim
R.I.P.R.O. Volume II
(2015) R.I.P.R.O. Volume III
(2017)
Force & Honneur est le deuxième album studio du rappeur français Lacrim, sorti le 31 mars 2017,.

## Genèse

### Promotion
Le 2 février 2017, en vue de la sortie de son album, Lacrim dévoile sur YouTube la première épisode d'une websérie, écrit par Jérémie Guez et réalisée par de Beat Bounce Entertainment, de quatre épisodes au total intitulée « Force & Honneur ». Le rappeur, qui joue son propre rôle dans cette série, s'inspire de sa vie et y décrit sa sortie carcérale et son retour dans le rap game français. Parmi les acteurs, on retrouve notamment Moussa Maaskri, Afif Ben Badra, Pierre-Marie Mosconi, Michel Ferracci, Nassim Si Ahmed, Djibril Gueye, Jean-Pierre Kalfon, Caterina Murino ou encore le chanteur Maître Gims.
Le titre est une référence au film Gladiator de Ridley Scott sorti en 2000, où « Force et honneur » est la devise de la légion romaine commandée par Maximus, principal protagoniste.

## Liste des titres
| 1.    | Colonel Carrillo            | Lacrim         | Soulayman Beats          | 2:29 |
| 2.    | Ça paie pas                 | Lacrim         | DikC, Ogee Handz         | 3:16 |
| 3.    | La dolce vita               | Lacrim         | Charlie Charles          | 3:22 |
| 4.    | Grande armée                | Lacrim         | DJ Bellek                | 3:52 |
| 5.    | Kim Jong Un                 | Lacrim         | DJ Bellek                | 3:18 |
| 6.    | Nuit blanche                | Lacrim         | Soulayman Beats          | 4:31 |
| 7.    | Oh bah oui (feat. Booba)    | Lacrim, Booba  | DSTprod, Soulayman Beats | 3:18 |
| 8.    | 2 Pac                       | Lacrim         | DJ Bellek                | 3:31 |
| 9.    | La cour des grands          | Walid          | DJ Bellek                | 3:07 |
| 10.   | Cohiba                      | Lacrim         | Soulayman Beats          | 3:16 |
| 11.   | Tristi (feat. Ghali)        | Lacrim, Ghali  | Charlie Charles          | 3:32 |
| 12.   | 20 bouteilles               | Lacrim         | Double X                 | 3:08 |
| 13.   | Laisse-les (feat. SCH)      | Lacrim, SCH    | DJ Bellek                | 3:41 |
| 14.   | Pardon                      | Lacrim         | DJ Bellek                | 3:44 |
| 15.   | Mythone pas (feat. Rimkus)  | Lacrim, Rimkus | Charlie Charles          | 3:08 |
| 16.   | Solitaire                   | Lacrim         | DJ Bellek                | 3:53 |
| 17.   | Rockefeller                 | Lacrim         | DJ Bellek                | 3:40 |
| 18.   | Traîtres                    | Lacrim         | Double X                 | 3:12 |
| 19.   | Histoire de                 | AM La Scampia  | DJ Bellek                | 3:12 |
| 20.   | Papa Trabaja (feat. Brulux) | Lacrim, Brulux | DJ Bellek                | 3:31 |
| 68:45 |                             |                |                          |      |

## Titres certifiés en France
- Colonel Carrillo  Or [4]
- La dolce vita  Or [5]
- Grande armée  Platine [6]
- Oh bah oui (feat. Booba)  Diamant [7]
- 2 Pac  Or [8]
- Tristi  Or (feat. Ghali) [9]
- 20 bouteilles  Or [10]
- Traîtres  Platine [11]
- Rockefeller Or [12]

## Accueil commercial
En France, l'album s'écoule à 62 015 exemplaires en cinq jours et est donc certifié disque d'or.
L'album est certifié disque de platine en trois semaines avec plus de 100 000 exemplaires vendus.
En août 2017, l'album devient double disque de platine avec plus de 200 000 exemplaires vendus.
En février 2020, soit près de trois ans après sa sortie, l'album est certifié triple disque de platine en atteignant le cap des 300 000 ventes.

## Certifications et ventes
| Région        | Certification | Ventes/Streams |
| ------------- | ------------- | -------------- |
| France (SNEP) | 3 × Platine   | 300 000        |

## Clips vidéo
- 24 mars 2017 : Colonel Carrillo

- 28 juin 2017 : Oh bah oui (feat. Booba)

- 10 juillet 2017 : AM - Histoire de